# سومشی

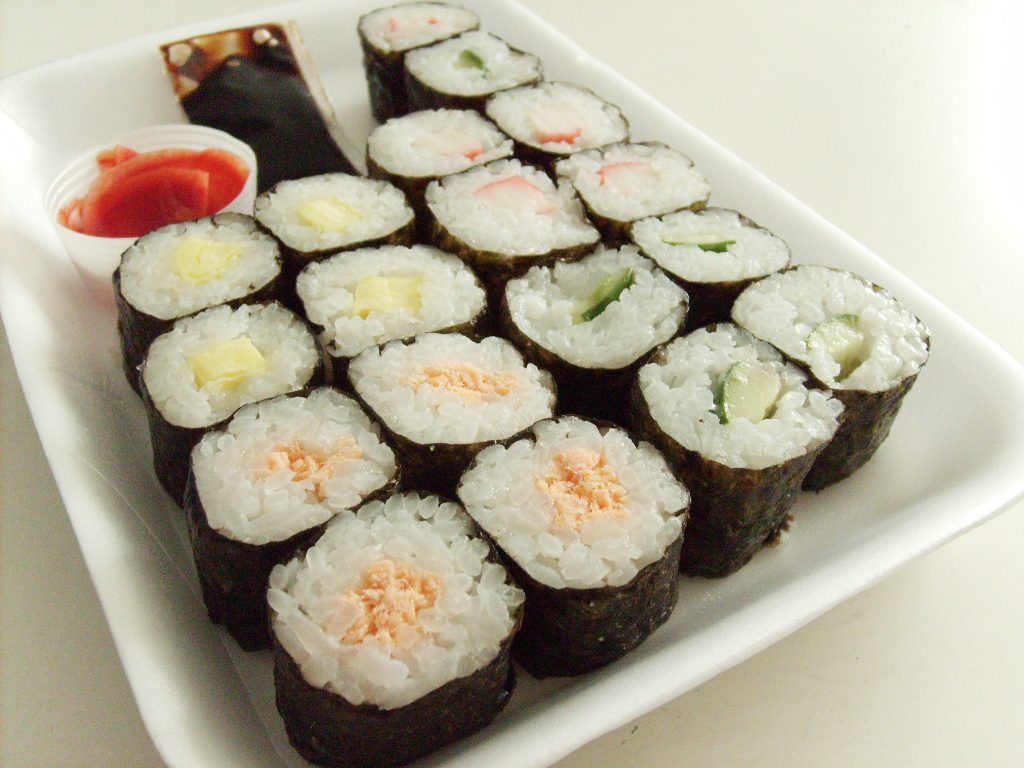
سومشی استفاده شده در سوشی

سومِشی (به ژاپنی: 酢飯 sumeshi) یا برنج سرکه‌زده سوشی‌مشی نیز نامیده می‌شود. بیشتر در تهیهٔ سوشی به کار می‌رود. در سومشی برنج پختهٔ ژاپنی با سرکه و شکر مزه داده می‌شود. به این طریق به غیر از اینکه برنج مزهٔ خاص ویژهٔ ژاپنی به خود می‌گیرد از نظر حفظ و نگهداری بیشتر برنج پخته نیز مؤثر است. در رستوران های مخصوص سوشی یا سوشی‌یا به آن شاری گفته می‌شود. در طرز تهیهٔ آن از آبی که از جلبک کونبو یا داشی به دست می‌آید، استفاده می‌شود. پس از پخته شدن برنج و جذب مزهٔ کونبو یا داشی به سرکه نمک، شکر و میرین اضافه می‌شود و مخلوط آنها به برنج اضافه می شود. خاصیت سرکه و شکر اینست که از سفت شدن برنج در هنگام سرد شدن جلوگیری می‌کنند. بعد از ریختن مخلوط، برنج بهم زده می‌شود و بعد از این با بادبزن لازم است به سرعت برنج را خنک کرد به این دلیل که حرارت بوی سرکه را از بین می‌برد. در تهیهٔ سوشی معمولاً از یک ظرف چوبی به نام هانگیری استفاده می‌شود.

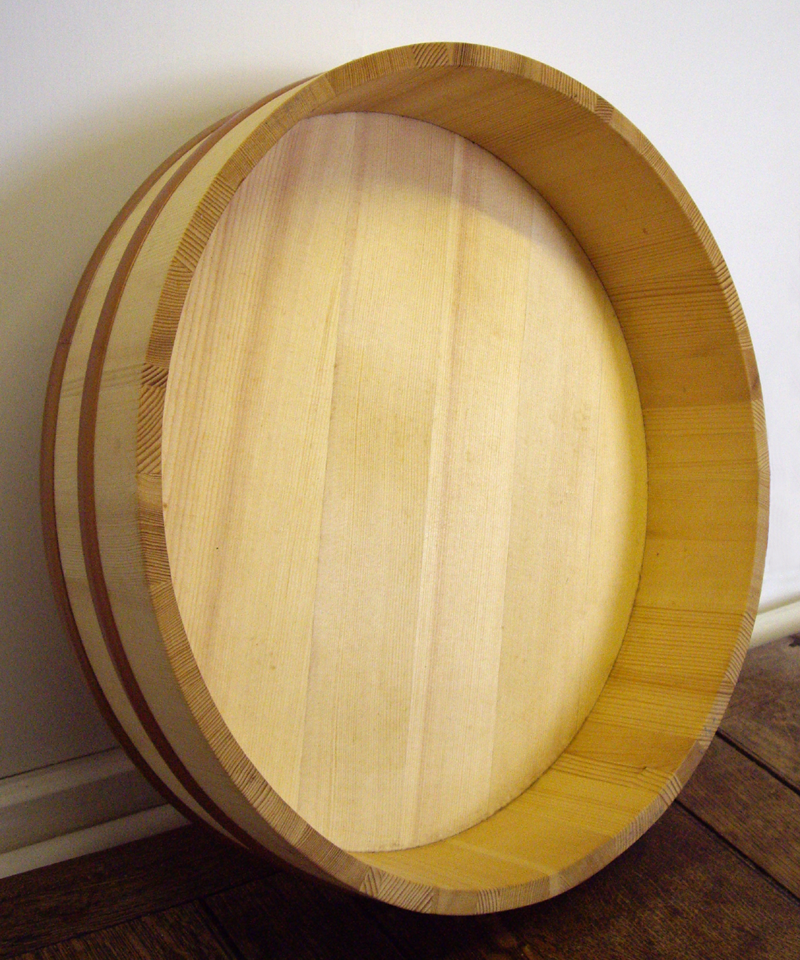
هانگیری